# Liste des évêques d'Orihuela-Alicante
Pour un article plus général, voir Diocèse d'Orihuela-Alicante.
La liste des évêques d'Orihuela-Alicante recense les noms des évêques qui se sont succédé à la tête du diocèse espagnol d'Orihuela de 1566 à 1953 puis du  diocèse d'Orihuela-Alicante depuis 1954.

## Liste des évêques d'Orihuela
- Gregorio Antonio Gallo de Andrade (1566-1577) nommé évêque de Ségovie
- Tomás Dacio (1578-1585)
- Cristóbal Robuster y Senmanat (1588-1593)
- José Esteve (1594-1603)
- Andrés Balaguer Salvador (1605-1626)
- Bernardo Caballero Paredes (1627-1635) nommé évêque de Lérida
- Juan García Arlés (1636-1644)
- Félix de Guzmán, (1645-1646)
- Juan de Orta y Moreno (1647-1650)
- Luis Crespi y Borja (1652-1658)
- Acacio March de Velasco O.P (1660-1665)
- José Berges (1666-1678)
- Antonio Sánchez de Castellar (1679-1700)
- José de la Torre y Orumbella (1701-1712)
- José Espejo Cisneros (1714-1717) nommé évêque de Calahorra et La Calzada-Logroño
- Salvador Rodríguez de Castelblanco (1718-1727)
- José Flores Osorio (1728-1738) nommé évêque de Cuenca
- Juan Elías Gómez de Terán (1738-1759)
- Pedro Albornoz y Tapia (1761-1767)
- José Tormo (1767-1790)
- Antonio Despuig y Dameto (1791-1795) nommé archevêque de Valence
- Francisco Javier Cabrera Velasco (1795-1797) nommé évêque d'Ávila
- Francisco Antonio Cebrián y Valda (1797-1815) nommé patriarche des Indes occidentales
- Simón López García (1815-1824) nommé archevêque de Valence
- Félix Herrero Valverde (1824-1858)
- Pedro Maria Cubero López de Padilla (1859-1881)
- Victoriano Guisasola Rodríguez (1882-1886) nommé archevêque de Saint-Jacques-de-Compostelle
- Juan Maura y Gelabert (1886-1910)
- Andrés Die Pescetto (1910-1913) siège vacant, vicaire capitulaire
- Ramón Plaza y Blanco (1913-1921)
- Francisco Javier de Irastorza y Loinaz (1922-1943)
- José García Goldáraz (1945-1953) nommé archevêque de Valladolid

## Liste des évêques de Orihuela-Alicante
- Pablo Barrachina y Estevan (1954-1989)
- Francisco Álvarez Martínez (1989-1995) nommé archevêque de Tolède
- Victorio Oliver Domingo (1996-2006)
- Rafael Palmero Ramos (2006-2012)
- Jesús Murgui Soriano (2012-2021)
- José Ignacio Munilla (es) (2021- )